# Молодіжний чемпіонат ОФК
Чемпіонат ОФК з футболу серед молодіжних команд (англ. OFC U-20 Championship) — міжнародне футбольне змагання серед молодіжних національних футбольних збірних Океанії. Чемпіонат Океанії проводиться керуючим органом ОФК, і брати участь в ньому можуть молодіжні (не старші 19 років) чоловічі футбольні національні збірні всіх країн-членів ОФК.

## Історія
З 1974 по 2012 у чемпіонаті брали участь збірні віком до 20 років, з 2013 в регламенті турніру з'явилося уточнення, яке говорить про те, що футболістові збірної не повинно бути понад 19 років.

## Список членів
| - Американське Самоа - Вануату - Острови Кука - Кірибаті1 - Нова Каледонія - Нова Зеландія - Ніуе1 | - Папуа Нова Гвінея - Самоа - Соломонові Острови - Таїті - Тонга - Тувалу1 - Фіджі |

1. Асоційовані члени ОФК (не є членами ФІФА).

### Колишні учасники
- Ізраїль (член УЄФА)
- Китайський Тайбей (член АФК)
- Австралія (член АФК)

## Результати
| 1974 | Таїті                          | Таїті         | Нова Зеландія      | Вануату                    | Нова Каледонія             |
| 1978 | Нова Зеландія                  | Австралія     | Фіджі              | Нова Зеландія              | Папуа Нова Гвінея          |
| 1980 | Фіджі                          | Нова Зеландія | Австралія          | Фіджі                      | Нова Каледонія             |
| 1982 | Папуа Нова Гвінея              | Австралія     | Нова Зеландія      | Фіджі                      | Папуа Нова Гвінея          |
| 1985 | Австралія                      | Австралія     | Ізраїль            | Нова Зеландія              | Китайський Тайбей          |
| 1986 | Нова Зеландія                  | Австралія     | Ізраїль            | Нова Зеландія              | Китайський Тайбей          |
| 1988 | Фіджі                          | Австралія     | Нова Зеландія      | Китайський Тайбей          | Фіджі                      |
| 1990 | Фіджі                          | Австралія     | Нова Зеландія      | Вануату                    | Таїті                      |
| 1992 | Таїті                          | Нова Зеландія | Таїті              | Фіджі                      | Вануату                    |
| 1994 | Фіджі                          | Австралія     | Нова Зеландія      | Соломонові Острови         | Вануату                    |
| 1997 | Таїті                          | Австралія     | Нова Зеландія      | Фіджі                      | Таїті                      |
| 1998 | Самоа                          | Австралія     | Фіджі              | Нова Зеландія              | Соломонові Острови         |
| 2001 | Нова Каледонія та Острови Кука | Австралія     | Нова Зеландія      | Матчу за 3-є місце не було | Матчу за 3-є місце не було |
| 2002 | Вануату та Фіджі               | Австралія     | Фіджі              | Матчу за 3-є місце не було | Матчу за 3-є місце не було |
| 2005 | Соломонові Острови             | Австралія     | Соломонові Острови | Вануату                    | Фіджі                      |
| 2007 | Нова Зеландія                  | Нова Зеландія | Фіджі              | Соломонові Острови         | Нова Каледонія             |
| 2008 | Таїті                          | Таїті         | Нова Каледонія     | Нова Зеландія              | Фіджі                      |
| 2011 | Нова Зеландія                  | Нова Зеландія | Соломонові Острови | Вануату                    | Фіджі                      |
| 2013 | Фіджі                          | Нова Зеландія | Фіджі              | Вануату                    | Нова Каледонія             |
| 2014 | Фіджі                          | Фіджі         | Вануату            | Нова Каледонія             | Соломонові Острови         |
| 2016 | Вануату                        | Нова Зеландія | Вануату            | Матчу за 3-є місце не було | Матчу за 3-є місце не було |
| 2018 | Таїті                          | Нова Зеландія | Таїті              | Нова Каледонія             | Соломонові Острови         |

Примітки
1. ↑  Обмеження віку до 19 років для подальшої участі на чемпіонаті світу з футболу серед молодіжних команд 2015.

## Здобутки країн
| Збірна             | Титули                                                                      | 2 місце                                      | 3 місце | 4 місце |
| ------------------ | --------------------------------------------------------------------------- | -------------------------------------------- | ------- | ------- |
| Австралія          | 12 (1978, 1982, 1985, 1986, 1988, 1990, 1994, 1997, 1998, 2001, 2002, 2005) | 1 (1980)                                     | -       | -       |
| Нова Зеландія      | 7 (1980, 1992, 2007, 2011, 2013, 2016, 2018)                                | 7 (1974, 1982, 1988, 1990, 1994, 1996, 2001) | 4       | -       |
| Таїті              | 2 (1974, 2008)                                                              | 2 (1992, 2018)                               | -       | 2       |
| Фіджі              | 1 (2014)                                                                    | 5 (1978, 1998, 2003, 2007, 2013)             | 4       | 4       |
| Вануату            | -                                                                           | 2 (2014, 2016)                               | 4       | 2       |
| Соломонові Острови | -                                                                           | 2 (2005, 2011)                               | 2       | 3       |
| Ізраїль            | -                                                                           | 2 (1985, 1987)                               | -       | -       |
| Нова Каледонія     | -                                                                           | 1 (2008)                                     | 3       | 3       |
| Китайський Тайбей  | -                                                                           | -                                            | 1       | 2       |
| Папуа Нова Гвінея  | -                                                                           | -                                            | -       | 2       |

^ У 1973 третє місце збірна Вануату здобула під історичною назвою Нові Гебриди.